# Cưu Giang
Cưu Giang (chữ Hán giản thể: 鸠江区, Hán Việt: Cưu Giang khu) là một quận thuộc địa cấp thị Vu Hồ, tỉnh An Huy, Cộng hòa Nhân dân Trung Hoa. Quận Cưu Giang có diện tích 154 km2, dân số 154.000 người. Về mặt hành chính, quận Cưu Giang được chia thành 2 nhai đạo biện sự xứ (Tứ Cát Sơn, Du Khê Khẩu) và 3 trấn: Đại Kiều, Loan Lý, Quan Đẩu. 